# Presa del Aguacate
Presa del Aguacate är en ort i Mexiko.   Den ligger i kommunen Pénjamo och delstaten Guanajuato, i den centrala delen av landet, 300 km väster om huvudstaden Mexico City. Presa del Aguacate ligger 1 881 meter över havet och antalet invånare är 258.
Terrängen runt Presa del Aguacate är kuperad söderut, men norrut är den platt. Runt Presa del Aguacate är det ganska tätbefolkat, med 72 invånare per kvadratkilometer. Närmaste större samhälle är Cuerámaro, 6,3 km nordost om Presa del Aguacate. I omgivningarna runt Presa del Aguacate växer huvudsakligen savannskog.